# Guelfo Marcucci
Guelfo Marcucci (Barga, 11 febbraio 1928 – Castelvecchio Pascoli, 12 dicembre 2015) è stato un imprenditore italiano, attivo soprattutto nel settore farmaceutico.

## Biografia
Fondatore del gruppo Kedrion, fu padre di due esponenti della politica regionale e nazionale: Marialina Marcucci, consigliera e assessora regionale e fondatrice di Videomusic, e Andrea Marcucci, senatore del PD.